# Kalbarri
Kalbarri är en ort i Australien. Den ligger i kommunen Northampton Shire och delstaten Western Australia, omkring 500 kilometer norr om delstatshuvudstaden Perth.